# Darío Gazapo Valdés
Darío Gazapo Valdés (La Habana, 13 de septiembre de 1891 - Madrid, 2 de marzo de 1942) fue un militar español que participó en la Guerra Civil.

## Biografía
Nació en La Habana, donde su padre era comisario de Guerra. Ingresó en la Academia de Infantería de Toledo en 1907, donde empezó sus estudios militares. Se licenció en 1910 como el primero de su promoción, en la que coincidió con Francisco Franco. Posteriormente ingresó en la Escuela Superior de Guerra de Madrid, donde se licenció con el diploma de Estado Mayor. En julio de 1936 ostentaba el rango de teniente coronel de Estado Mayor y estaba destinado en las Comisiones geográficas de Marruecos, en la sección de límites de Melilla. 
La tarde del 17 de julio Gazapo y otros oficiales mantenían una reunión en la sala de cartografía sobre los planes para la prevista rebelión militar del 18 julio cuando se presentó un oficial de la Guardia de Asalto acompañado de sus hombres. Sorprendidos los conspiradores, Gazapo fue a hablar con el oficial de asalto, el teniente Zaro, que venía a realizar un registro en busca de alijos clandestinos de armas. A pesar de que Gazapo se negó, tuvo que ceder cuando su superior, el general Romerales, le obligó a ello. Gazapo inmediatamente llamó por teléfono para que una unidad de la Legión extranjera acudiera a auxiliarle. Cuando los legionarios llegaron al lugar, Zaro y sus hombres se vieron superados en número, y se rindieron. Este incidente supuso un adelantamiento de los planes golpistas y el estallido prematuro de la Sublevación militar en Melilla.
Durante la contienda se trasladó a la península y sirvió en el Frente de Aragón, destacando en 1936 por su intervención en el sector de Tardienta. Posteriormente se convirtió en jefe de Estado Mayor del Cuerpo de Ejército de Aragón, a las órdenes del general Moscardó. El 22 de abril de 1937 fue nombrado por Franco miembro de la Secretaría política de la entonces recién fundada Falange Española Tradicionalista y de las JONS, a pesar de la escasa relevancia que Gazapo había tenido hasta entonces en el seno de Falange. A finales de 1937 asistió al primer Consejo Nacional del Movimiento celebrado en Burgos, del que Darío Gazapo también formó parte.
Tras la toma de Lérida en abril de 1938, presidió la primera concentración falangista en Cataluña, que tuvo lugar en Almacellas. Allí dirigiéndose a los catalanes dijo:

No os engañéis, la vida en España ha de ser muy dura. Todos hemos de hacer un sacrificio y Cataluña lo hará con cariño, y si no lo hace con amor, la obligaremos por la fuerza, que somos los más hombres, los más fuertes, los más gallardos del mundo...

Tras el final de la contienda tenía el rango de coronel y fue nombrado presidente de la Comisión Geográfica del Ejército. 
Falleció en Madrid en 1942.